# Cyril Blažo
Cyril Blažo (Bratislava, 1970) és un artista eslovac, que viu i treballa a la ciutat eslovaca de Bratislava.

## Educació
Blažo va ser educat a Bratislava, assistint a l'escola d'oficis artístics entre 1984 a 1988, i a l'Acadèmia de Disseny i Belles Arts (VŠVU) de 1988 a 1994.

## Exposicions
Blažo ha fet moltes exposicions nacionals i internacionals:
| Any  | Títol                                   | Local                                                           |
| ---- | --------------------------------------- | --------------------------------------------------------------- |
| 2011 | Cyril Blažo                             | Moravian Galeria, Brno, República Txeca                         |
| 2010 | Cyril Blažo _ xyz                       | amt_Projecte, Bratislava, Eslovàquia                            |
| 2009 | Bez Lepidla                             | Galéria Jána Koniarka, Trnava, Eslovàquia                       |
| 2007 | Cyril Blažo                             | Kunstverein München, Múnic, Alemanya                            |
| 2006 | C. Blažo                                | Tranzit, Bratislava, Eslovàquia                                 |
| 2002 | Bol raz jeden (kráľovstvo ničnerobenia) | galerie G99, La Casa de Brno d'Arts, Brno, República Txeca      |
| 1999 | Cyril Blažo                             | atelier Migdia, Praha, República Txeca                          |
| 1999 | Napĺňané brušká, spolu s markom blažom  | Galéria Priestor Per arts contemporanis, Bratislava, Eslovàquia |
| 1999 | Najlepší spôsob ako začUnť deň          | Galéria Tatrasoft, Bratislava, Eslovàquia                       |
| 1994 | Cyril Blažo                             | Havlíčkova 20, Bratislava, Eslovàquia                           |

## Exposicions de grup
A més de les seves exposicions individuals, Blažo ha estat exhibit en exposicions de grup :
| Any  | Títol                                                   | Local                                                             |
| ---- | ------------------------------------------------------- | ----------------------------------------------------------------- |
| 2010 | She has the sense of limited time                       | amt _ Project, Bratislava, Eslovàquia                             |
| 2010 | Hole in the flux                                        | Empaita & Kastner, Praha, República Txeca                         |
| 2010 | Cyril blažo + xyz: rajóny                               | Make Up Gallery, Kosice, Eslovàquia                               |
| 2008 | The language of humour                                  | Soga, Bratislava, Eslovàquia                                      |
| 2008 | Bcxyz                                                   | Bastart Contemporary, Bratislava, Eslovàquia                      |
| 2007 | Moja vec, čo nemusí byť moja                            | Bastart Contemporary, Bratislava, Eslovàquia                      |
| 2007 | Small scale                                             | Kressling Gallery, Bratislava, Eslovàquia                         |
| 2007 | Kvintakord                                              | Galerie Slovenského Institutu, Praha, República Txeca             |
| 2007 | Pitoreska                                               | Wannieck Gallery of Modern Art, Brno, República Txeca             |
| 2006 | Akvizície 2001 - 2005                                   | šg bb, Banská Bystrica, Eslovàquia                                |
| 2006 | Hodokvas                                                | Letisko Pastísšťqualsevol, Eslovàquia                             |
| 2005 | Disorientation                                          | Globe Gallery, Newcastle A Tyne, Regne Unit                       |
| 2005 | Prague Biennale 2                                       | Karlin Hall Praga, República Txeca                                |
| 2005 | bezobrazie/media s-cream                                | Galéria Jána Koniarka, Trnava, Eslovàquia                         |
| 2005 | Check slovakia!                                         | Koloman Sokol Galeria, Ambaixada d'Eslovàquia, Washington DC, EUA |
| 2004 | Check slovakia!                                         | Neuer Berliner Kunstverein, Berlín, Alemanya                      |
| 2004 | Hot Destination/Marginal Destiny II                     | The Brno House of Arts, Brno, República Txeca                     |
| 2003 | Hľadanie formule                                        | Galéria Medium, Bratislava, Eslovàquia                            |
| 2003 | Súčasná slovenská grafika 15                            | Východoslovenská Galéria, Košice, Eslovàquia                      |
| 2003 | Ceskoslovensko                                          | Slovenské Národné Múzeum (SNM), Bratislava, Eslovàquia            |
| 2003 | Priveľa výnimiek                                        | Považská Galéria Umenia, Zilina, Eslovàquia                       |
| 2003 | Súčasná slovenská grafika 15                            | Sarišská Galéria, Prešov, Eslovàquia                              |
| 2002 | Súčasná slovenská grafika 15                            | šg bb, Banská Bystrica, Eslovàquia                                |
| 2001 | Expresívne tendencie                                    | Považská galéria umenia, Zilina, Eslovàquia                       |
| 2001 | Tucet                                                   | Východoslovenská Galéria, Košgel, Eslovàquia                      |
| 2001 | Výtvarné doteky visegrádské čtyřky                      | Galerie Chagall, Ostrava, República Txeca                         |
| 2001 | Slovenská strela                                        | Karolinum, Praga, República Txeca                                 |
| 2000 | Humor sk - ostra vakcina alebo mladé mäso - (ne)zlá krv | Výstavní Síň Sokolská 26, Ostrava, República Txeca                |
| 2000 | Späť múzea - späť k hviezdam                            | Slovak Galeria nacional (SNG), Bratislava, Eslovàquia             |
| 1999 | Blue fire, 3. biennial of young art                     | GHMP, Praha, República Txeca                                      |
| 1999 | Slovak Art for Free                                     | Biennal de Venècia, Czechoslovakian pavelló, Venècia, Itàlia      |
| 1998 | Alternatívna slovenská grafika                          | The Brno House of Arts, Brno, República Txeca                     |
| 1997 | Alternatívna slovenská grafika                          | šg bb, Banská Bystrica, Eslovàquia                                |
| 1997 | Reciprocita                                             | Galerie Avu, Praha, República Txeca                               |
| 1996 | Blondiak                                                | Galéria Cypriána Majerníka, Bratislava, Eslovàquia                |
| 1995 | Disperzia                                               | Slovak Galeria nacional, Bratislava, Eslovàquia                   |
| 1994 | Marginalia                                              | Považská Galéria Umenia, Zilina, Eslovàquia                       |
| 1994 | Disperzia                                               | Gvuo, Ostrava, República Txeca                                    |
| 1993 | Tajomstvo                                               | Považská Galéria Umenia, Zilina, Eslovàquia                       |
| 1992 | Projekt Istropolitana                                   | Acadèmia de Disseny i Belles Arts (VŠVU), Bratislava, Eslovàquia  |
| 1992 | Barbakan '92                                            | šg bb, Banská Bystrica, Eslovàquia                                |
| 1992 | Zwischen objekt und installation                        | Museum am Ostwall, Dortmund, Alemanya                             |
| 1992 | Talenty                                                 | Záhorská Galéria, Senica, Eslovàquia                              |
| 1992 | Hostia prešparty                                        | VŠVU, Bratislava, Eslovàquia                                      |
| 1991 | Schrijvers, Dančiak Jr., Blažo, Ondreička               | Galéria Medium, Bratislava, Eslovàquia                            |
| 1990 | Kunst und revolution                                    | Museum der Stadt Regensburg, Alemanya                             |